# Panizzi-Stift

Panizzi-Stift aus der Universitätsbibliothek Wien

Der Panizzi-Stift ist eine von Antonio Panizzi erfundene Vorrichtung, mit der Regalbretter an den Seitenwänden von Büchergestellen festgehalten werden. 

## Funktion
Die Stifte werden in Lochungen gesteckt, welche in regelmäßigen Abständen innen an den Seitenwänden gebohrt worden sind. An der Kopfseite jedes Stiftes ist ein kleines Metallblech angeschweißt, welches das Regalbrett trägt. Da das Blech nicht mittig angeschweißt ist, lässt sich durch Drehen des Stiftes zusätzlich ein kleiner Höhenunterschied einstellen. Durch die winklige Form des Bleches liegt die Kante des Regalbretts vor dem in das Loch gesteckten Stift und hindert ihn am Herausfallen. 

## Geschichte und Bedeutung
Panizzi war von 1856 bis 1866 der Leitende Bibliothekar (Principal Librarian) des British Museum und der British Museum Library in London. In diese Zeit fiel auch der Neubau des British Museum. Bedeutend für die Bibliothek war dabei, dass Verwaltungs- und Magazinbereiche getrennt wurden. Seine Erfindung ermöglichte eine platzsparende Magazinaufstellung der Buchbestände, weil Sammlungen aus Folio- und Oktavbänden oder anderen Formaten in einer systematischen Aufstellung zusammengeführt werden konnten, was später auch zu einer Vereinfachung der Signaturensysteme führte, beispielsweise den Numerus Currens. Regale konnten in normierten Maßen hergestellt werden, innerhalb der Regale konnte die Buchgröße berücksichtigt werden. Die Normierung von Regalhöhen beeinflusste dann auch die Geschosshöhe von Bibliotheksneubauten.